# إليسا زيليتا
إليسا زيليتا (بالإسبانية: Elisa Zulueta)‏ ولدت في 14 سبتمبر عام 1981 في سانتياغو، هي ممثلة، ممثلة مسرحية وممثلة سينمائية تشيلية، درست في الجامعة البابوية الكاثوليكية في تشيلي. وقد عملت في وقت سابق في قناة تي في إن حيث قدمت القليل من المسلسلات والسلاسل التلفزيونية، لكنها في عام 2008 حصلت على الشهرة بعد تجسيدها لدور جوليا أميغو في مسلسل لولا الذي عُرض على القناة 13. وفي عام 2009، حصلت إليسا زيليتا وإميليو إدواردز على دور البطولة في الفيلم التشيلي تانتو تيامبوللمخرج كلاوديو بولغاتي، وقد فاز هذا الفيلم بجائزتين في النسخة الثامنة من المهرجان الدولي سين تشيكو.

## قائمة أعمالها

### الأفلام
| عنوان الفيلم       | سنة الإصدار | الدور    |
| ------------------ | ----------- | -------- |
| تانتو تيامبو       | 2009        | إليسا    |
| كو بينا تو فاميليا | 2012        | فالنتينا |

### التلفزيون
| عنوان المسلسل      | سنة الإصدار | عُرض على   | الدور            |
| ------------------ | ----------- | --------- | ---------------- |
| مي بريميرا فيز     | 2006        | تي في إن  | طالب             |
| Floribella         | 2006        | تي في إن  | ممرضة            |
| لولا               | 2007-2008   | القناة 13 | جوليا أميغو      |
| فيروز              | 2010        | القناة 13 | فالنتينا         |
| Soltera Otra Vez   | 2012        | القناة 13 | مارجوري لوبيز    |
| Dama y Obrero      | 2012        | تي في إن  | ميرايا لدسمه     |
| Socias             | 2013        | تي في إن  | دولوريس مونت     |
| No Abras la Puerta | 2014        | تي في إن  | سيلفانا بونيفيتش |
| خوانا برافا        | 2015        | تي في إن  | خوانا برافو      |
| Por Fin Solos      | 2016        | تي في إن  | كاتالاينا        |

### المسرح
كممثلة
- ناجي (2005)
- ريتشارد الثالث (2005)
- مكبث (2005)
- Estaciones de Paso (2007)
- الحديث الإذاعي (2008)
- غلاديس (2012-2014)
- La Grabación (2013-2014)

كمديرة
- بيريز (2009)
- غلاديس (2011-2014)

ككاتبة
- بيريز (2009)
- غلاديس (2011)
- Mía (2012)

## وصلات خارجية
- إليسا زيليتا على موقع IMDb (الإنجليزية)
- إليسا زيليتا على موقع ألو سيني (الفرنسية)
- إليسا زيليتا على موقع أول موفي (الإنجليزية)
- إليسا زيليتا على موقع قاعدة بيانات الفيلم (الإنجليزية)
- إليسا زيليتا على موقع كينوبويسك (الروسية)

- الموقع الرسمي لفيلم تانتو تيامبو